# Pagurapseudopsis iranica
Pagurapseudopsis iranica is een naaldkreeftjessoort uit de familie van de Pagurapseudopsididae. De wetenschappelijke naam van de soort is voor het eerst geldig gepubliceerd in 1978 door Bacescu.